# フロート (プロジェクト管理)
フロート (英: float)またはスラック (英: slack)は、プロジェクト管理では、プロジェクトネットワーク内のタスクが遅延しても、次の遅延を及ぼさない余裕時間のこと。
- 後続タスクに遅延を及ぼさない（フリーフロート）
- プロジェクト全体に遅延を及ぼさない（トータルフロート）

トータルフロートはパスに関連付けられる。プロジェクトネットワーク図に4つのクリティカルでないパスがある場合、そのプロジェクトには合計4つのそれぞれのフロート値がある。パスのトータルフロートは、パス内のすべての活動のフリーフロート値の組み合わせとなる。
トータルフロートはスケジュールの柔軟性を表し、パスが完了するための遅い開始日から早い開始日を引くことで計算できる。 フロートはクリティカルパス法の中核概念であり、クリティカルでない活動のトータルフロートは、活動のクリティカルパスドラッグ、つまりプロジェクトの期間に追加される時間の長さを計算するための鍵となる。 

## 例
家の窓の壊れたガラス板を交換するプロセスを考える。プロジェクト全体にはさまざまな活動がある。ガラスとパテの入手、新しいガラスの取り付け、塗料の選択、指の汚れがないように新しいガラスを拭く、など。
これらの活動の一部、ガラスの入手、パテの入手、塗料の選択などは、同時に実行できるが、他の活動は依存関係がある。たとえば、塗料は選択するまで購入できない、窓が設置されるまで新しい窓を塗装できない、など。故にガラスの入手を遅らせると、プロジェクト全体が遅れる可能性がある。この活動はクリティカルパス上にあり、フロートがないため、「クリティカルな活動」です。塗料の購入のための時間が比較的短い場合、新しいパテが乾くのを待ってから塗装できるようになるまで、プロジェクト全体が保留されない場合がある。その場合、塗料を購入する活動には「フリーフロート」が付加される。これはクリティカルな活動ではない。ただし、塗料の選択が遅れると、必然的に塗料の購入が遅れる。これは、プロジェクト全体の遅延を意味するわけではないが、塗料の選択には「フリーフロート」が付いていないことになる。自身にフリーフロートはないが、塗料の選択は、トータルフロートを持つネットワークを通るパスに関係する。